# Yelena Ilinyj
Yelena Rusánovna Ilinyj –en ruso, Елена Руслановна Ильиных– (Aktau, Kazajistán, 25 de abril de 1994) es una deportista rusa que compitió en patinaje artístico, en la modalidad de danza sobre hielo.
Participó en los Juegos Olímpicos de Sochi 2014, obteniendo dos medallas, oro en la prueba de equipo y bronce en danza sobre hielo (junto con Nikita Katsalapov).
Ganó tres medallas en el Campeonato Europeo de Patinaje Artístico sobre Hielo entre los años 2012 y 2014.

## Palmarés internacional
| Juegos Olímpicos   | Juegos Olímpicos        | Juegos Olímpicos  | Juegos Olímpicos  |
| Año                | Lugar                   | Medalla           | Prueba            |
| ------------------ | ----------------------- | ----------------- | ----------------- |
| 2014               | Sochi (Rusia)           | Medalla de oro    | Equipo            |
| 2014               | Sochi (Rusia)           | Medalla de bronce | Danza sobre hielo |
| Campeonato Europeo |                         |                   |                   |
| Año                | Lugar                   | Medalla           | Categoría         |
| 2012               | Sheffield (Reino Unido) | Medalla de bronce | Danza sobre hielo |
| 2013               | Zagreb (Croacia)        | Medalla de plata  | Danza sobre hielo |
| 2014               | Budapest (Hungría)      | Medalla de plata  | Danza sobre hielo |